# Fluorure d'octanesulfonyle
Le fluorure d'octanesulfonyle est un composé chimique de formule C8H17SO2F.
Il est notamment converti, par fluoration électrochimique dans le fluorure d'hydrogène HF anhydre (procédé Simons), en fluorure de perfluorooctanesulfonyle C8F17SO2F (POSF), précurseur de l'acide perfluorooctanesulfonique C8F17SO3H (PFOS) et de tout une série de tensioactifs fluorés et de perfluorocarbures industriels importants mais polluants et inscrits pour la plupart à l'Annexe B de la Convention de Stockholm sur les polluants organiques persistants :
C8H17SO2F + 17 F− → C8F17SO2F + 17 H+ + 34 e−.